# Friedbert Pflüger

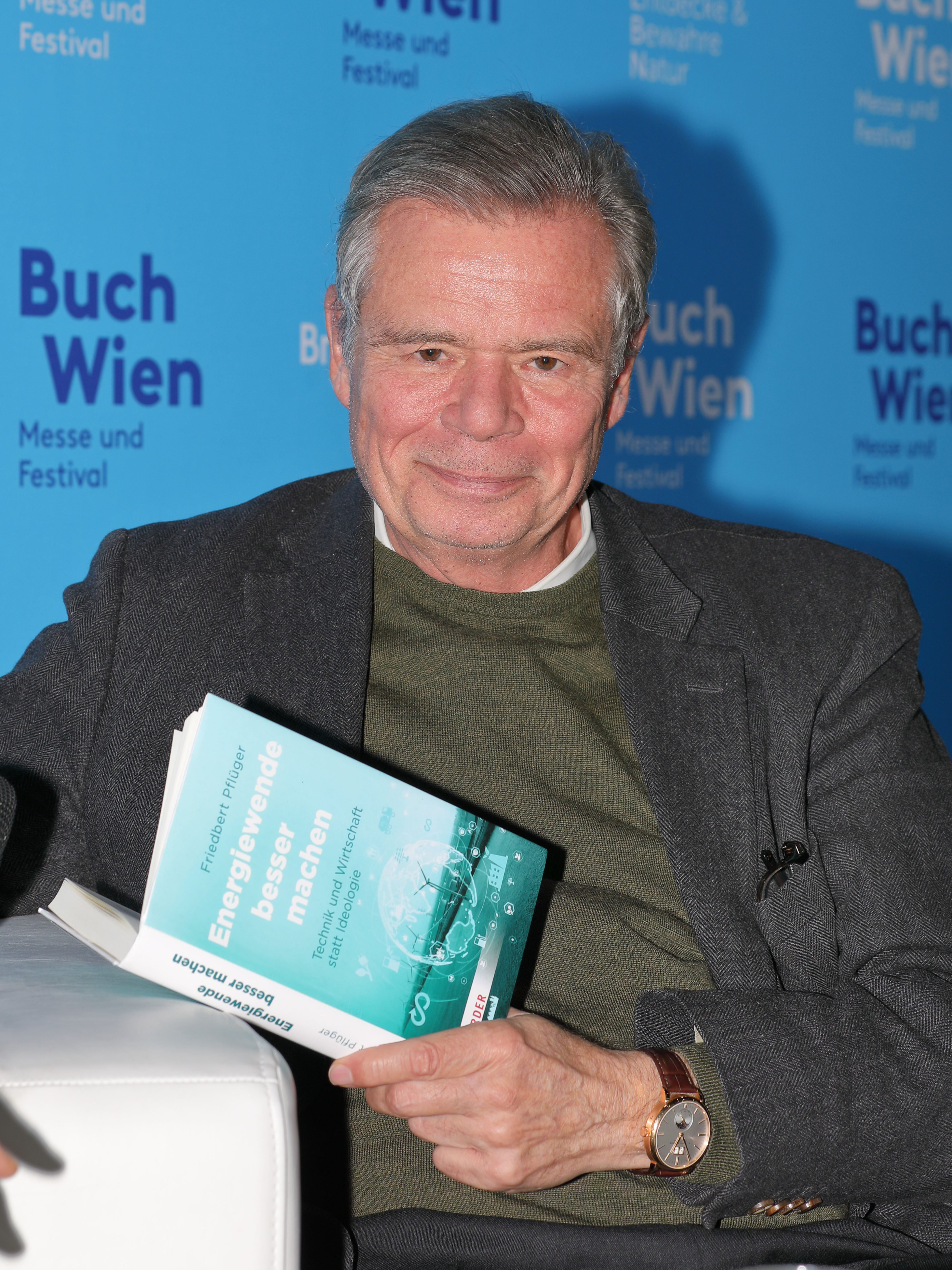
Friedbert Pflüger auf der Buch Wien 2024

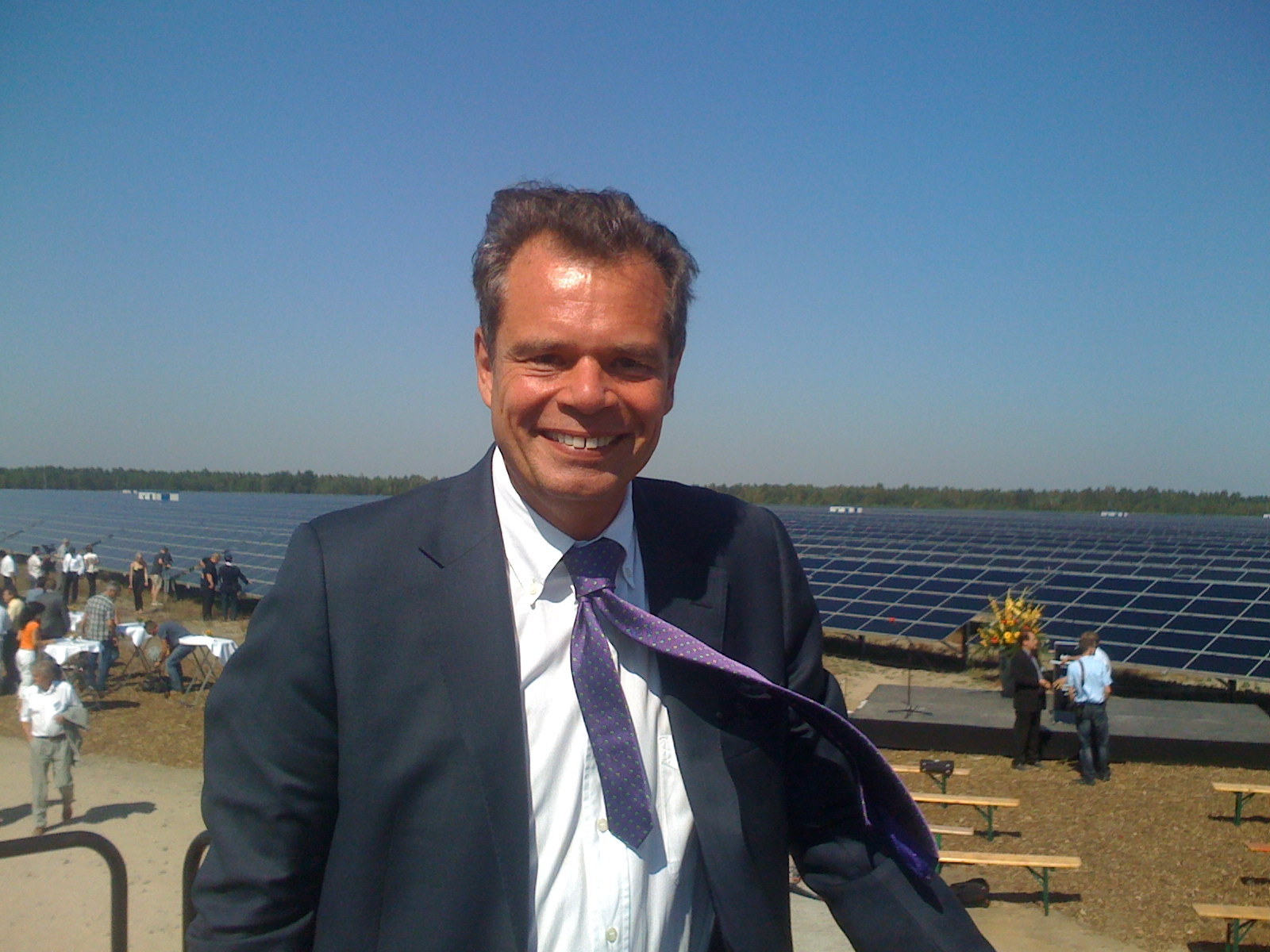
Friedbert Pflüger, August 2009

Friedbert Pflüger (* 6. März 1955 in Anderten, Landkreis Hannover) ist ein ehemaliger deutscher Politiker (CDU), Unternehmensberater und Politikwissenschaftler. Pflüger gründete 2009 die strategische Unternehmensberatung  Pflüger international GmbH. Seit 2024 leitet er die Firma gemeinsam mit seiner Frau Sibylle Pflüger. Er ist Co-Geschäftsführer der von seiner Frau, ihm und seinen Kindern gegründeten Denkfabrik StiftungClean Energy Forum gGmbH (CEF). Von 2009 bis 2021 war er Honorarprofessor am King’s College London und dort Direktor des European Centre for Climate, Energy and Resource Security (EUCERS). Pflüger ist seit 2012 weiterhin non-resident Senior Fellow des Global Energy Center des Atlantic Council of the USA und seit 2021 Aufsichtsratsvorsitzender des Branchenverbandes Zukunft Gas. Gemeinsam mit Ralph Dommermuth gründete er 2016 die Internet Economy Foundation (IEF), als deren Vorsitzender er bis 2023 fungierte.
Nach der Wahl Richard von Weizsäckers zum Bundespräsidenten war Pflüger von 1984 bis 1989 Pressesprecher des Bundespräsidenten und Leiter seiner Redenschreibergruppe. Er arbeitete unter anderem an Richard von Weizsäckers berühmter Rede zum 8. Mai 1985 mit.
Pflüger war von 1990 bis 2006 Mitglied des Deutschen Bundestages, von 2005 bis 2006 Parlamentarischer Staatssekretär beim Bundesminister der Verteidigung. Von 2006 bis 2011 war er Mitglied des Abgeordnetenhauses von Berlin und fungierte dort von 2006 bis 2008 als Vorsitzender der CDU-Fraktion und damit als Oppositionsführer.

## Leben

### Ausbildung und Beruf
Nach dem Abitur 1973 an der Schillerschule in Hannover absolvierte Pflüger ein Studium der Politikwissenschaft, des Staatsrechts und der Volkswirtschaftslehre in Göttingen, Bonn und am Center for International Affairs der Harvard-Universität am Lehrstuhl von Samuel P. Huntington, das er 1980 mit dem Magister artium abschloss. 1982 wurde er an der Rheinischen Friedrich-Wilhelms-Universität Bonn bei Karl Dietrich Bracher zum Thema Amerikanische Menschenrechtspolitik zwischen Idealismus und Realismus promoviert.
Von 1989 bis 1991 war Pflüger als Geschäftsführer in der Vermögensverwaltung bei der Matuschka Gruppe tätig. Von  2009 bis 2021 war er Gastprofessor am King’s College London. Er ist seit 1. Oktober 2010 Direktor des zunächst am King’s College London angesiedelten EUCERS, das 2020 an die Rheinische Friedrich-Wilhelms-Universität Bonn verlegt worden ist. Pflüger ist Senior Advisor bei der Roland Berger GmbH. Im Frühjahr 2009 gründete er die Pflüger International und beriet unter anderem die albanische Regierung in der Frage einer möglichen Trans Adriatic Pipeline (TAP), Nord Stream 2 und die später in die Kritik geratene Initial Coin Offering der Envion AG zum Einsatz erneuerbaren Energien. Pflüger International firmierte nach dem Eintritt von Holger Bingmann unter dem Namen Bingmann Pflüger International. 2022 übernahm der ehemalige BDI-Hauptgeschäftsführer Joachim Lang die Mehrheit der Anteile des Unternehmens, die in Strategic Minds Company GmbH umbenannt wurde. Lang, Bingmann und die Familie Pflüger verkauften das Unternehmen im Mai 2024 an die Berlin Global Advisors (BGA). Gleichzeitig gründete Pflüger mit seiner Frau, Sibylle Pflüger, erneut die Pflüger International GmbH. Das Ehepaar führt seitdem die Geschäfte der Beratungsfirma gemeinsam.

### Politische Laufbahn

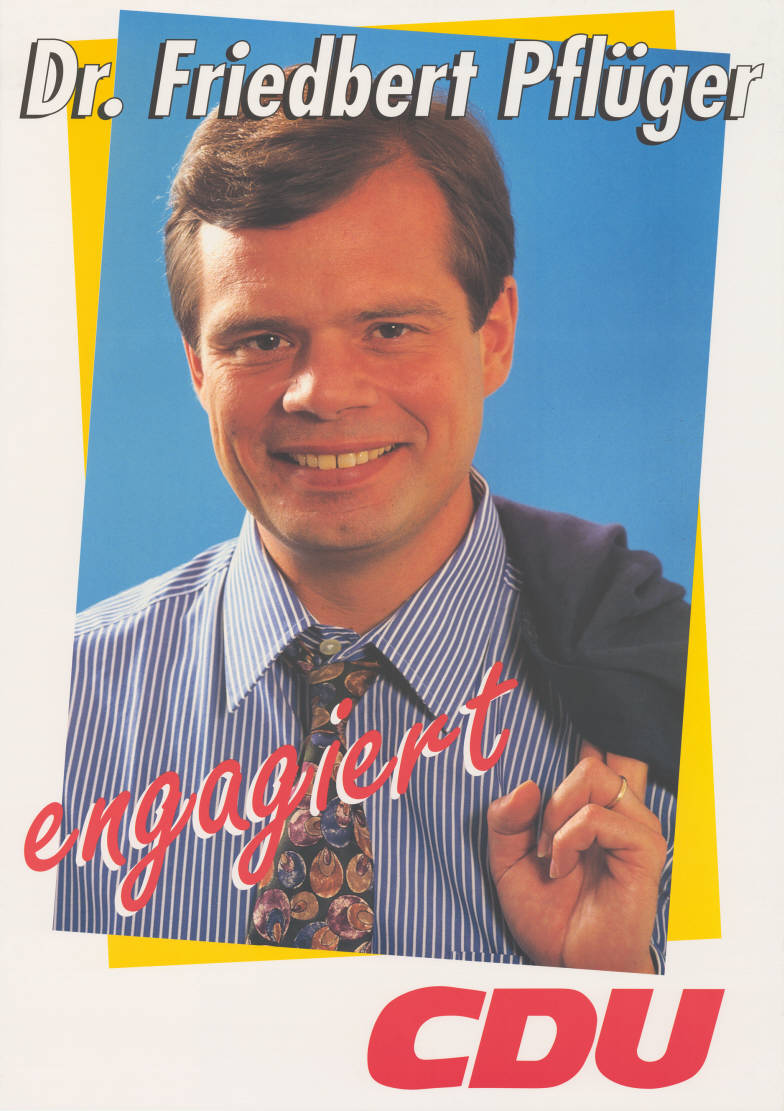
Wahlplakat von Pflüger aus den 1990er-Jahren

Pflüger ist seit 1971 Mitglied der CDU. Von 1977 bis 1978 war er Bundesvorsitzender des Ringes Christlich-Demokratischer Studenten (RCDS) und von 1976 bis 1978 stellvertretender Vorsitzender von European Democrat Students. Von 1977 bis 1985 gehörte er dem Bundesvorstand der Jungen Union an.
Von 1998 bis 2006 war Pflüger stellvertretender Landesvorsitzender der CDU in Niedersachsen, von 1999 bis 2005 war er Vorsitzender des Bundesfachausschusses für Außen- und Sicherheitspolitik der CDU und zwischen 2000 und 2010 Mitglied des Bundesvorstandes der CDU, von 2006 bis 2008 als gewähltes Mitglied des Präsidiums der CDU. Von 2006 bis 2012 war er Mitglied im Vorstand der Europäischen Volkspartei. Pflüger ist außerdem Mitglied des inoffiziellen sogenannten Andenpakts.
Innerhalb der CDU gilt Pflüger als progressiv. Am 13. Februar 1995 wandte er sich im Gegensatz zur geltenden Parteilinie an seine Parteiführung, um die Rehabilitation von Deserteuren des Zweiten Weltkrieges zu erreichen. Während der Amtszeit von Bundeskanzler Helmut Kohl zählte Pflüger zu den kritischen Begleitern seiner Politik. 1993 wandte er sich offen gegen den von Kohl als Bundespräsidenten favorisierten Steffen Heitmann. Während der CDU-Spendenaffäre setzte er sich dafür ein, dass Kohl nicht mehr Ehrenvorsitzender der CDU bleiben sollte. 2000 veröffentlichte Pflüger ein kritisches Buch über die Kohl-Ära. Nach der Landtagswahl in Hessen 2008 gehörte Pflüger zu den 17 Unionspolitikern, die sich in einem offenen Brief in der Wochenzeitung Die Zeit von Ministerpräsident Roland Koch distanzierten.
Am 4. September 2008 kündigte Pflüger an, im Frühjahr 2009 für den CDU-Landesvorsitz in Berlin selbst zu kandidieren. Diese Ankündigung führte zu einigen politischen Turbulenzen, da der Landesvorsitzende Ingo Schmitt sich einer Kandidatur gegen Pflüger nicht stellen wollte. Am 8. September zog Pflüger vorübergehend seine Kandidatur für den Parteivorsitz zurück. Dass er an der Kandidatur festhielt, wurde in den Berliner Medien kontrovers kommentiert.
Als Reaktion auf diesen Machtkampf wurde Pflüger am 11. September 2008 als Vorsitzender seiner Fraktion im Abgeordnetenhaus mit einer Zwei-Drittel-Mehrheit abgewählt. Zum Nachfolger für das Amt des Fraktionschefs wurde der bisherige parlamentarische Geschäftsführer und Generalsekretär der Berliner CDU Frank Henkel bestellt. Schmitt verzichtete auf eine erneute Kandidatur.

### Politische Ämter und Mandate

#### Unter Weizsäcker (1981–1989)

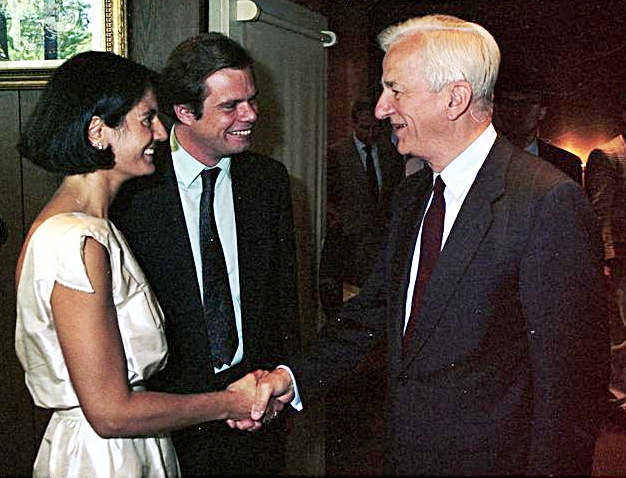
Pflüger mit seiner ersten Ehefrau Margarita Mathiopoulos und Bundespräsident Richard von Weizsäcker (1989)

Von 1981 bis 1984 war Pflüger Mitarbeiter des Regierenden Bürgermeisters von Berlin, Richard von Weizsäcker, 1983 wurde er dessen persönlicher Referent. Nach der Wahl Weizsäckers zum Bundespräsidenten wechselte Pflüger ebenfalls ins Bundespräsidialamt und war von 1984 bis 1989 Pressesprecher des Bundespräsidenten. Als Redenschreiber arbeitete er unter anderem an Richard von Weizsäckers berühmter Rede zum 8. Mai 1985 mit. In dem Kontext verhinderte er, mit Hinweis auf die damals gerade aufgeflammte Bitburg-Kontroverse, die Überlegung Weizsäckers, in der Rede eine Begnadigung für Rudolf Heß zu fordern.

#### Deutscher Bundestag (1990–2006)
Von 1990 bis 2006 war Pflüger Mitglied des Deutschen Bundestages. Von 1994 bis 1998 war Pflüger abrüstungspolitischer Sprecher der CDU/CSU-Bundestagsfraktion und von 1998 bis 2002 Vorsitzender des Bundestagsausschusses für die Angelegenheiten der Europäischen Union. Von 2002 bis 2005 war er außenpolitischer Sprecher der CDU/CSU-Fraktion.
Am 23. November 2005 wurde Pflüger als Parlamentarischer Staatssekretär beim Bundesminister der Verteidigung in die von Bundeskanzlerin Angela Merkel geführte Bundesregierung aus CDU/CSU und SPD berufen. Im Dezember 2005 gelang es ihm, in Verhandlung mit der usbekischen Regierung und Staatschef Karimov den Vertrag zu verlängern, der es der Bundeswehr erlaubt, den usbekischen Luftwaffenstützpunkt Termez zu nutzen, der höchst wichtig ist, um nach Afghanistan zu kommen. Auf eigenen Wunsch entließ ihn Bundesverteidigungsminister Franz Josef Jung am 18. Oktober 2006 aus diesem Amt, da sich Pflüger nun ganz der Berliner Landespolitik widmen wollte. Aus demselben Grund legte Pflüger am 24. November 2006 auch sein Bundestagsmandat nieder.

#### Mitglied des Abgeordnetenhauses von Berlin (2006–2011)
Von 2006 bis 2011 war Pflüger Mitglied des Abgeordnetenhauses von Berlin und anfangs als Vorsitzender der CDU-Fraktion auch Oppositionsführer. Am 11. September 2008 wurde er auf einer Sondersitzung der CDU-Fraktion als Fraktionschef abgewählt, nachdem er neben dem Fraktions- auch den Landesvorsitz beansprucht hatte. 2010 gab er seinen Rückzug aus der aktiven Politik bekannt.

### Nach der Politik
Pflüger gründete er zusammen mit Reinhard Stuth im April 2009 die strategische Beratungsfirma Pflüger und Stuth. Internationale Beratung Berlin GmbH. Im Juni 2022 verkaufte er die Mehrheit seiner Anteile an Joachim Lang, der das Unternehmen unter dem neuen Namen Strategic Minds Company GmbH als alleiniger Managing Partner führt. Lang und Pflüger verkauften das Unternehmen im Mai 2024 an die Berlin Global Advisors (BGA) und gleichzeitig gründete Pflüger gemeinsam mit seiner Frau erneut die Pflüger International GmbH, die beide seitdem als Co-Geschäftsführer leiten.
Seit 2009 organisiert er die Diskussionsrunde „Energiegespräche am Reichstag“, in der Politiker und Unternehmer über energie- und klimapolitischen Fragen diskutieren.
Im Oktober 2010 gab Pflüger bekannt, sich zudem der Forschung und Lehre widmen zu wollen. Von 2010 bis 2020 leitete Pflüger am King’s College London das Institut EUCERS, das sich mit Energie- und Ressourcensicherheit beschäftigte. Das Institut verlegte er anschließend an die Rheinische Friedrich-Wilhelms-Universität Bonn, wo Pflüger bis Frühjahr 2024 Klima- und Energiepolitik lehrte. Im Juli 2023 gründeten Pflüger mit seiner Frau und seinen erwachsenen Kindern die gemeinnützige Denkfabrik Stiftung Clean Energy Forum (CEF), die Pflüger gemeinsam mit dem früheren BP-Manager Ruprecht Brandis führt.
Im April 2016 gründete Pflüger gemeinsam mit Ralph Dommermuth die Stiftung Internet Economy Foundation (IEF) und fungierte bis 2023 als Vorsitzender. Bei der Stiftung handelt es sich um eine Interessenvertretung der deutschen Internetwirtschaft, die ihren Geschäftssitz in Berlin hat.
2017 warb die Envion AG im Zuge ihres Initial Coin Offering mit der Berufung von Pflüger als Berater. Pflüger unterstützte das Vorhaben Envions, Krypto-Währung ausschließlich mit Erneuerbaren Energien zu schürfen. 2018 ging die Envion AG in den Konkurs.
Pflüger ist im Stiftungsrat der European netID Foundation, die das Ziel verfolgt, mit dem Single-Sign-on-Standard netID eine transparente und europäische Alternative zu den US-Plattformen zu etablieren.
Pflüger wurde 2021 zum Vorsitzenden des Aufsichtsrates der Lobbyorganisation „Zukunft Gas“ ernannt, davor war bereits Mitglied im Beirat der Organisation.

### Privates
Pflüger heiratete 1987 Margarita Mathiopoulos. Das Ehepaar trennte sich 2003, nachdem eine Liebesbeziehung Pflügers mit seiner persönlichen Referentin Sibylle Hällmayr bekannt geworden war. Im Laufe des Scheidungsverfahrens sprach das Berliner Kammergericht Pflüger 2006 einen Zugewinnausgleich in Höhe von 157.000 Euro als Ausgleich für die Mathiopoulos überlassenen Immobilien in Deutschland und Griechenland zu. Im Dezember 2006 heirateten Pflüger und Hällmayr. Sie haben zwei gemeinsame Kinder.

## Politische Positionen

### Berlin
Am 31. März 2006 wurde Pflüger auf einem Parteitag mit 97 % der Stimmen offiziell zum Spitzenkandidaten der Berliner CDU für die Abgeordnetenhauswahl am 17. September 2006 gewählt. Damit wurde er für die noch vom Berliner Bankenskandal gebeutelte CDU zum Herausforderer des Regierenden Bürgermeisters Klaus Wowereit (SPD). Die CDU erreichte landesweit 21,3 % der Stimmen, was das zweitschlechteste Ergebnis der CDU in Berlin seit 1946 und einen Verlust von 2,5 Prozentpunkten gegenüber 2001 darstellte.
Während des Wahlkampfs 2006 sah Pflüger sich dem Vorwurf ausgesetzt, sich nicht von der Bundespolitik und seiner Heimatstadt Hannover trennen zu wollen. Auch weckte Pflügers Votum gegen den Regierungsumzug von Bonn nach Berlin vom 20. Juni 1991 immer wieder Bedenken auch innerhalb der CDU, inwieweit Pflüger wirklich längerfristig in Berlin tätig sein wollte. Pflüger entschied sich daraufhin, sich ganz der Berliner Landespolitik zu widmen. Er legte sein Bundestagsmandat nieder und trat als Parlamentarischer Staatssekretär im Bundesverteidigungsministerium zurück. Auch aus Hannover verabschiedete sich Pflüger endgültig, er verkaufte dort sein Haus und erwarb eine Eigentumswohnung im Bezirk Charlottenburg-Wilmersdorf.

### Innenpolitik
Im Juni 1991 forderte Pflüger als einer der ersten Politiker nach der Wiedervereinigung die Verhüllung des Berliner Reichstags durch den Künstler Christo.
1992 argumentierte er in seinem Buch Ein Planet wird gerettet für eine ökosoziale Marktwirtschaft, die Überwindung der Kernkraft und den Ausbau regenerativer Energien.
Pflüger war 1991/92 mit Rita Süssmuth der Initiator eines überparteilichen Gruppenantrags im Bundestag für eine modifizierte Fristenlösung beim §218 und setzte sich im Bundestag an führender Stelle für eine Reform des Staatsbürgerrechts ein.
Pflüger argumentiert seit langem für die Option schwarz-grüne Bündnisse. Er war Mitte der neunziger Jahre Mitbegründer der sog. Pizza Connection, einer Initiative junger Unions- und Grünen-Abgeordneter, die Gemeinsamkeiten ausloten wollte. Er befürwortet mögliche Koalitionen der CDU auch mit Bündnis 90/Die Grünen. Bei allen Unterschieden sieht er inzwischen auch programmatische Gemeinsamkeiten zwischen beiden Parteien.

### Außenpolitik
Als Vorsitzender des Europa-Ausschusses des Bundestags wirkte er 2002 maßgeblich an der Einsetzung eines unabhängigen europäischen Konvents zur Erarbeitung des EU-Verfassungsvertrags mit.
Auf europäischer Ebene befürwortet Pflüger eine enge Bindung an Polen, das er als „Frankreich im Osten“ bezeichnet hat. In der Nachfolge von Karl-Heinz Hornhues war er von 1991 bis 1998 Vorsitzender der Deutsch-Polnischen Gesellschaft Köln-Bonn und setzte sich in dieser Funktion nachdrücklich in der deutschen Öffentlichkeit für die rasche Mitgliedschaft der Republik Polen in EU und NATO ein. Für sein Engagement für die EU- und NATO-Osterweiterung wurde er 1999 mit dem Verdienstorden der Republik Polen sowie 2005 mit dem litauischen Verdienstorden ausgezeichnet.
Pflüger gilt als Befürworter eines guten deutsch-amerikanischen Verhältnisses. So unterstützte er 2003 vor dem Irakkrieg das Ultimatum der USA an Saddam Hussein und kritisierte die Haltung der Bundesregierung von Bundeskanzler Schröder heftig. Nach der Invasion sprach er sich für eine Verwaltung des Irak durch die Vereinten Nationen aus.

### Klimaschutz

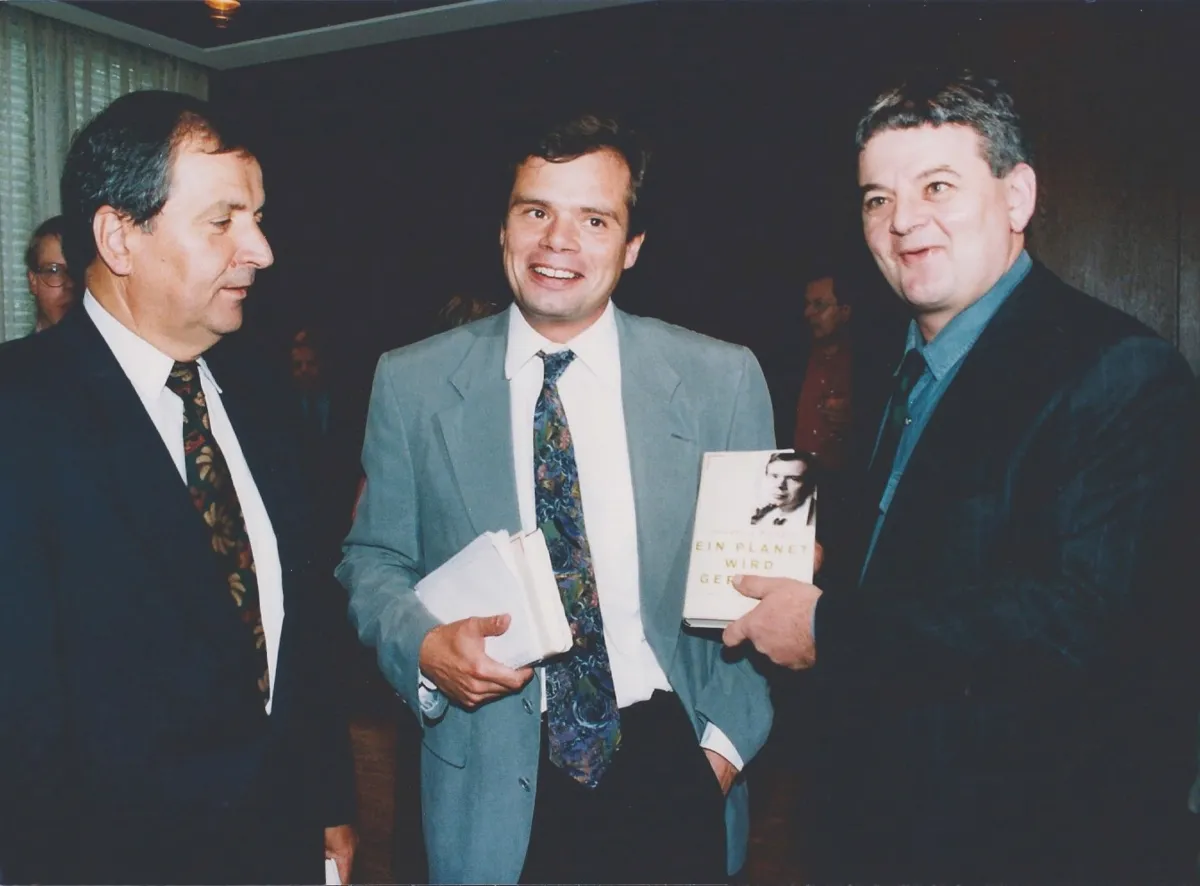
1993: Mit seinem Buch „Ein Planet wird gerettet“ sorgt Pflüger für Aufsehen. Er skizziert darin eine marktwirtschaftliche Umwelt- und Klimapolitik der Union. V. l. n. r.: Klaus Töpfer, Friedbert Pflüger, Joschka Fischer

Seit seinem Buch Ein Planet wird gerettet (1992), das Joschka Fischer und Klaus Töpfer gemeinsam im Bonner Presseclub der Öffentlichkeit vorstellten, gehören Umwelt- und Klimaschutz zu Pflügers Lebensthemen. Pflüger forderte im Januar 2022 die Gründung einer Klima-KSZE, welche nach dem Vorbild der Organisation für Sicherheit und Zusammenarbeit in Europa alle großen Machtblöcke in Europa – wie die Europäische Union, Russland und die USA – beim Thema Klimaschutz an einen Tisch bringen soll.
2024 erschien von Pflüger beim Herder-Verlag das Buch Energiewende besser machen. Technik und Wirtschaft statt Ideologie. Das Handelsblatt urteilte: „Eines ist und war Pflüger sicher nicht: voreingenommen. Sein Buch liest sich als Appell für eine Herangehensweise ohne Vorbehalte und ohne Denkverbote. Er fordert Pragmatismus statt Ideologie, Innovationsoffenheit statt Verbotspolitik, marktwirtschaftliche Anreize statt planwirtschaftlicher Mikrosteuerung, eine stärkere Fokussierung auf die globale Dimension der Klimapolitik statt Nabelschau und nationaler Alleingänge.“

### Russisch-ukrainischer Krieg
Pflüger publizierte vor dem Beginn des russischen Überfalls auf die Ukraine am 24. Februar 2022 mehrere offene Briefe, in denen er vor einem Krieg mit der Gefahr einer nuklearen Eskalation warnte, auf eine diplomatische Lösung drängte und vor der Bewaffnung der Ukraine durch westliche Länder warnte. Am 27. Januar 2022 schrieb er an den ukrainischen Botschafter Andrij Melnyk. Am 14. Februar 2022, vier Tage vor Beginn der Münchner Sicherheitskonferenz (MSC), schrieb er an Wolfgang Ischinger. Am 1. März 2022 schrieb er einen offenen Brief an Bundeskanzler Olaf Scholz und Bundesaußenministerin Annalena Baerbock.
Im März 2023 sagte Pflüger vor dem Untersuchungsausschuss des Landtages in Mecklenburg-Vorpommern als Sachverständiger zum Thema Bau der Nord Stream 2 Pipeline im Kontext der Versorgungssicherheit Deutschlands aus. Dies stieß auf Kritik, da Pflüger neben seiner publizistischen Beschäftigung mit dem Thema auch mehrere Jahre als Berater für die Nord Stream AG in Zug tätig gewesen war. Pflüger hat in seinen öffentlichen Äußerungen und auf seiner Homepage seine Tätigkeit als Nord Stream Berater transparent gemacht. Sein umfassendes Statement zur Nord Stream 2 vor dem Untersuchungsausschuss findet sich im Anhang seines Buches Energiewende besser machen.

## Audios
- Interview mit Friedbert Pflüger – „Energiewende besser machen“, 13.42 Minuten Audio-Version, von Nils Schniederjann, Deutschlandfunk, 18. November 2024
- Reihe „Faschismus verstehen“ – Friedbert Pflüger: „Deutschland driftet“, 22.26 Minuten Audio-Version, von  Matthias Quent, Deutschlandfunk, 3. Juni 2024
- Deutscher Außenpolitik, Pflüger (CDU): „Wir können nicht die ganze Welt nach unserem Bildnis formen“, 11.57 Audio-Version, von Jürgen Zurheide, Deutschlandfunk, 8. Januar 2022

## Buch-Veröffentlichungen
- Die Menschenrechtspolitik der USA: Amerikanische Aussenpolitik zwischen Idealismus und Realismus 1972–1982, München/Wien: Oldenbourg 1983, ISBN 3-486-51901-8 (Zugleich Dissertation an der Universität Bonn 1982 unter dem Titel: US-Aussenpolitik und Menschenrechte: Die Wiederbelebung des amerikanischen Idealismus in den siebziger Jahren. DNB 830940677).
- Ein Planet wird gerettet. Eine Chance für Mensch, Natur, Technik. Econ, München 1992, Taschenbuch: 1994 (DVA).
- Richard von Weizsäcker – Ein Portrait aus der Nähe. 1. Auflage, DVA/Droemer Knaur, München 1993, ISBN 3-426-02437-3.
- Feinde werden Freunde. von den Schwierigkeiten der deutsch-polnischen Nachbarschaft. Bouvier, Bonn 1993, ISBN 3-416-02479-6.
- Deutschland driftet. Die Konservative Revolution entdeckt ihre Kinder. ECON, München 1994, ISBN 3-430-17471-6.
- Die Zukunft des Ostens liegt im Westen. ECON, München 1994, ISBN 3-612-26178-9.
- Selbst-Porträt der Kindheit und Jugend in: Florian Langenscheidt (Hrsg.): Bei uns zu Hause: Prominente erzählen von ihrer Kindheit. Düsseldorf 1995, ISBN 3-430-15945-8.
- Was ich denke, München: Goldmann 1994, ISBN 978-3-442-12608-8.
- Der Friede bleibt bedroht – Europäische Sicherheit im 21. Jahrhundert. Bouvier, Bonn 1998, ISBN 3-416-02820-1.
- Ehrenwort – Das System Kohl und der Neubeginn. DVA, München 2000, ISBN 3-421-05396-0.
- Weckruf für Europa: Verfassung – Vereinigung – Verteidigung. Bouvier, Bonn 2002, ISBN 3-416-03022-2.
- Ein neuer Weltkrieg? Die islamistische Herausforderung des Westens. DVA, München 2004, ISBN 3-421-05323-5.
- Richard von Weizsäcker: Mit der Macht der Moral. DVA, München 2010, ISBN 3-421-04445-7.
- Energiewende besser machen – Technik und Wirtschaft statt Ideologie, 240 Seiten, Herder Verlag, 9. September 2024, ISBN 978-3-451-39788-2